# Metermål
Metermål anvendes til metervarer, der er varer som produceres i meget lange enheder, hvor det forventes at køber bestiller hvor langt et stykke der ønskes, hvor efter produktet klippes, skæres eller brækkes i den ønskede længde. Dette i modsætning til varer der sælges i standardlængde fra fabrikken, hvor kunden køber et antal enheder der tilsammen har den rette længde.
Begrebet kendes især fra tekstil, hvor en branchevittighed går på hvordan man opmåler elastik i metermål, da folk trækker forskelligt i elastikken.
Metermål anvendes også ved salg af ledning, gulvtæpper, kæder, reb, snor og andet, samt til en vis grad ved stålprodukter som tinderstål, profiljern, rør og andet, hvor der dog er en naturlig maksimalgrænse af transporthensyn.